# گرگور فویتک
گرگور فویتک (فرانسوی: Gregor Foitek‎؛ زادهٔ ۲۷ مارس ۱۹۶۵ در زوریخ) رانندهٔ سابق مسابقات اتومبیل‌رانی اهل سوئیس است که از فصل ۱۹۸۹ تا ۱۹۹۰ در مجموع در ۲۲ گراند پری از مسابقات جهانی فرمول یک شرکت کرد، اما موفق به کسب هیچ امتیازی نشد.